# سیارک ۱۵۳۲۹
سیارک ۱۵۳۲۹ (به انگلیسی: 15329 Sabena، نامگذاری:1993SN7) پانزده هزار و سیصد و بیست و نهمین سیارک کشف شده‌است که در ۱۷ سپتامبر ۱۹۹۳ کشف شد.
قدر مطلق سیارک برابر ۲۴.۵ است.